# Сатчо алијанса
Сатчо алијанса (јап. 薩摩長州同盟 „Satsuma-Chōshū dōmei“), била је војни савез између феудалне области Сацума и Чошу, формиране 1866. године како би заједничким снагама свргнуле Токугава шогунат и довеле до Меиџи обнове. 
Назив Сатчо (јап. 薩長 „Satchō“) настало је комбиновањем почетних слова удружених области. 

## Историјат
Шездесетих година 19. века, област Сацума је била релативно верна Шогунату док је област Чошу био центар побуне која је отворено тежила да свргне Шогунску власт. Током борбе код царке капије (Кагошиме) Сацума и Чошу су се нашли на супротним странама. Као резултат Чошу је поражен а непријатељство између два округа се нагло повећало због чега је Шогунат веровао да се та да округа никад неће ујединити. Ствари су се ипак промениле, годину дана после те битке када је Сакамото Рјома из округа Тоса, решивши да уједини две велике области спојио вође Сацуме Саиго Такаморија и Окубо Тошимичија са вођом Чосу хана, Кацура Когором (познат и као Кидо Такајоши). Иако су два хана били непријатељи, вође посредством неутралног самураја из Тосе, договорили да своје несугласице ставе у страну ако буду нападнути од неке треће стране. Такође, округу Чошу је очајнички недостајало модерно оружје а имали су премало контаката са западним државама. Сацума је с друге стране развио трговину оружјем са Велике британије путем Томаса Блејка Гловера, трговца шкотског порекла. На предлог Сакамота Саиго и Сацума су потпомогли у куповини наоружању снага Чошуа како би помогли у свргавању Шогуната. 
Упркос овој алијанси и даље је постојало међусобно неповерење између ханова. Шогунат је 1. марта 1866. захтевао оставку Чошуовог даимјоа, Мори Такачике, смањујући већ мали буџет округа за још 100.000 кокуа што је разгневило вође доводећи до споразума од шест тачки договора. Сам споразум је био релативно кратак. Сацума је обећала да ће помоћи Чошуу у добијању опроста (помиловања) од стране двора. Ако то пропадне и Шогунат нападне, Сацума ће послати 2000 људи за Кјото, али у борбама ће учествовати само ако област Кувана, Аизу или снаге Токугава Јошинобуа спрече Сацуму да дође до цара.
Алијанса је била веома битна у спречавању да Чошу буде жртвован будући да је Чошу био спреман да се супростави Шогунату без обзира на број и недостатак војне опреме. Уместо тога Шогунат је претрпео велике губитке што је на скрају довело до смењивања владајућег тела. Током Бошин рата (1867-1868) снаге верне цару су коначно збацили феудалну владавину Шогуната успостављајући владавину цара. Самураји који су томе највише допринели били су припадници Сатчо алијансе а као резултат овог уједињења обе области доминираће на високим позицијама у новој влади током Меиџи периода па све до 20. века.